# Патрік Остергаге
Патрік Остергаге (нім. Patrick Osterhage, нар. 1 лютого 2000, Геттінген, Німеччина) — німецький футболіст, півзахисник клубу «Фрайбург».

## Ігрова кар'єра

### Клубна
Патрік Остергаге є вихованцем клубів «Вердер» та дортмундської «Боруссії», де він починав грати у молодіжних командах. З 2020 року Остерхаге почав виступати за резервний склад «Боруссії» у Регіональній лізі.
Влітку 2021 року футболіст перейшов до клубу Бундесліги «Бохум». І 2 жовтня 2021 року зіграв свою першу гру у турнірі Бундесліги.

### Збірна
З 2018 року футболіст захищає кольори юнацьких збірних Німеччини. У червні 2022 року Патрік Остергаге дебютував у складі молодіжної збірної Німеччини.